# Handley Page Hyderabad
Die Handley Page H.P.24 Hyderabad war ein viersitziger Doppeldecker, der als schwerer Nachtbomber von Handley Page für die britische Royal Air Force (RAF) gebaut wurde.

## Geschichte und Bauweise
Die Hyderabad war für militärische Zwecke von einem der ersten echten Passagierflugzeuge aus dem Jahr 1919, der W.8 abgeleitet worden und sollte die Leistungsanforderungen eines Bombers erfüllen (Erstflug Oktober 1923). Sie besaß als erstes großes Luftfahrzeug der Welt automatische Vorflügel, auf die jedoch bei der Mk I, dem letzten schweren Bomber der RAF in reiner Holzbauweise, verzichtet wurde.
Die Auslieferung der ersten 38 Flugzeuge verlief schleppend. Als erste Squadron übernahm die No. 99 die Hyderabad im Dezember 1925. Erst im Jahr 1928 folgte die No. 10 Squadron mit der Umrüstung. 1928 und 1929 folgten zwei Einheiten der Royal Auxiliary Air Force, die No. 502 und No. 503 Squadron.
Die Hyderabad wurde von der Handley Page Hinaidi abgelöst. Die Ausmusterung erfolgte 1930 bei der RAF und 1933 bei der AAF.

## Produktion
Abnahme der Handley Page Hyderabad durch die RAF:
| Version   | 1923 | 1924 | 1925 | 1926 | 1927 | 1928 | 1929 | Summe |
| --------- | ---- | ---- | ---- | ---- | ---- | ---- | ---- | ----- |
| Hyderabad | 1    | 0    | 1    | 15   | 18   | 7    | 3    | 45    |

## Militärische Nutzer
Vereinigtes Königreich
- Royal Air Force

## Technische Daten
| Kenngröße             | Daten                                                                      |
| --------------------- | -------------------------------------------------------------------------- |
| Besatzung             | 4                                                                          |
| Länge                 | 18,03 m                                                                    |
| Spannweite            | 22,86 m                                                                    |
| Flügelfläche          | 136,7 m²                                                                   |
| Höhe                  | 5,11 m                                                                     |
| Leermasse             | 4050 kg                                                                    |
| max. Startmasse       | 6164 kg                                                                    |
| Antrieb               | zwei 12-Zylinder-W-Motoren Napier Lion IIB oder V mit je 338,5 kW (460 PS) |
| Höchstgeschwindigkeit | 175 km/h Meereshöhe                                                        |
| Reichweite            | 800 km                                                                     |
| Dienstgipfelhöhe      | 4270 m                                                                     |
| Steigrate             | 4,1 m/s                                                                    |
| Bewaffnung            | drei 7,7-mm-MG, bis zu 499 kg Bomben im internen Waffenschacht             |